# Теодота
Теодота (око 780. - после 797.) је била византијска царица (795-797), супруга Константина VI.

## Биографија
Теодота је 794. године била слушкиња Ирине Атинске, удовице Лава IV Хазара и мајка Константина VI. Служила је као регент Византијског царства од 780. до 790. године носећи титулу царице. Константин је био ожењен Маријом Амнијом. Имали су две ћерке, Еуфросину и Ирину. Међутим, према Теофану Исповеднику, Константин се развео од жене за шта оптужује Ирину, али и чињеницу да Марија није рађала мушку децу. Константин се развео од Марије јануара 795. године. Марија и обе њихове ћерке послате су у манастир на острву Принкипо. Августа исте године Константин се верио за Теодоту која је проглашена августом. Теодота и Константин венчали су се септембра 795. године у палати Маманта. Теодота је постала царица непуних осам месеци након развода Константина и Марије. Нови Константинов брак наишао је на неодобрење црквених кругова који су на њега посматрали као на легализацију прељубе. Сам патријарх Тарасије невољно је пристао на развод и склапање другог брака.
Константин и Теодота покушали су да се измире са онима који нису подржавали њихов брак, још у прве две године везе. Међутим, покушаји су завршени неуспешно, након чега Константин губи стрпљење. Противници брака су мучени и затварани. То је цара учинило још више непопуларним. Иконоборци су и даље били јаки, а Ирина и Константин су их окренули против себе 787. године одржавши Седми васељенски сабор. У међувремену је Ирина организовала заверу против свога сина. Константин је свргнут и ослепљен јануара 797. године. Ирина је завладала као царица. Теодота и Константин повукли су се у приватну палату. Током Теодотиног живота, палата је претворена у манастир.

## Деца
Теодота и Константин VI су имали двоје деце:
- Лав (7. октобар 796. – 1, мај 797.), датум рођења и смрти Лава бележи Теофан Исповедник
- Син непознатог имена, рођен након свргавања свог оца. Помиње се у писму Теодора Студита. Умро је између 802. и 808.